# دیرست که دلدار پیامی نفرستاد
غزلی با مطلع «دیرست که دلدار پیامی نفرستاد»، غزل شمارهٔ ۱۰۹ از دیوانِ حافظ در تصحیحِ محمد قزوینی و قاسم غنی است.

## در اجراها
مرضیه و حسین قوامی در برنامهٔ شمارهٔ ۲۲۱ از مجموعهٔ گل‌های رنگارنگ این غزل را در دستگاهِ ماهور اجرا کرده‌اند.